# Скит Анастасии Узорешительницы
Скит Анастасии Узорешительницы (укр. монастир св. Анастасії, крымскотат.  Aziz Anastasiya manastırı; также скит святой Анастасии, Анастасиевская киновия, «Бисерный Храм») — возрождённый скит Бахчисарайского Свято-Успенского мужского монастыря, расположенный в балке скальной гряды Фыцки западнее Качи-Кальона.
Исторически источник святой Анастасии находится в четвёртом гроте монастыря Качи-Кальон. Анастасиевская церковь была построена, на месте остатков средневековой церкви селения Качи-Кальон (в обломке скалы у дороги), владельцем этих земель надворным советником Яковом Алексеевичем Хвицким, впо сведениям Василия Христофоровича Кондараки, в 1820-х годах: Пётр Кеппен уже упоминает её при посещении родника 14 (26) сентября 1833 года. Посвящение древней церкви и её принадлежность (или нет) монастырю неизвестна, но население было греческим: Качи-Калйан встречается в налоговых ведомостях 1634 года, как селение, куда переселялись христиане — подданные турецкого султана: согласно джизйе дефтера Лива-и Кефе (Османским налоговым ведомостям) 1634 года в селение из Керменчика переселилась 1 греческая семья. В джизйе дефтера Лива-и Кефе 1652 года в селении Качи Калйан земля хана перечисленны 10 имён глав христианских семей.

На официальном сайте обители утверждается, что монастырская жизнь в скиту, как преемнике монастыря, была возобновлена в 1850 году архиепископом Иннокентием (Борисовым) и освящена 13 августа того же года: осенью 1849 года архиепископ, после обращения протоиерея Михаила Родионова, подал в Святейший Синод «Записку о восстановлении древних святых мест по горам Крымским», где предлагает скитский вид монашества, как на самый целесообразный для Крыма, принятый на горе Афон и хорошо знакомый в России. Император Николай I собственноручно утвердил «Записку…», в которой, в частности, утверждалось возрождение «древней церкви св. Анастасии». Но в «Статистико-хронологическо-историческом описании Таврической епархии» симферопольского кафедрального протоиерея Михаила Кононовича Родионова 1872 года написано следующее
Качкалион — Симферопольского уезда, по речке Каче. Так называется имение покойного помещика Я. А. Фицкаго, в нём устроена каменная 2-х-престольная домовая церковь во имя Св. Анастасии Узорешительницы и приписана к Бахчисарайскому Успенскому скиту, особых прихожан и причта не имеет, а служат в ней по временам Бахчисарайские иеромонахи из скита
Епископ Гермоген в капитальном труде 1887 года «Таврическая епархия» посвятил киновии абзац, в котором писал
Храм во имя св. великомученницы Анастасии, каменный, с деревянным куполом, довольно поместительный и светлый… Он был некогда домовой церковью землевладельца Хвицкого, а в 1851 году приписан к бахчисарайскому скиту… Тут же братские келии и фруктовый сад. …монашествующие и послушники занимаются хозяйством и садоводством
20 июня 1932 года протоколом заседания № 9 Постоянной комиссии при Президиуме ЦИК КрАССРпо вопросам культа постановили: «Монастырское подворье и церковь ликвидировать, ввиду требования трудящихся окружающих деревень, а подворье и церковь передать хутору № 2 совхоза „Коминтерн“ под культурные нужды». Монастырское подворье в д. Пычки было ликвидировано. Церковное имущество конфисковано, а судьба выселенных монахов неизвестна. Позднее здание церкви и кельи были взорваны и разобраны практически до основания, якобы для строительства дороги.
В 2005 году, по благословению настоятеля Бахчисарайского Свято-Успенского мужского монастыря архимандрита Силуана иеромонах Дорофей начал работы по возрождению скита к западу от исторического места и спустя 2—3 месяца появились первые насельники. В одной из пещер был создан храм во имя святой Анастасии Узорешительницы, убранство которого выполнено из бисера. На территории скита оборудован источник, освящённый во Имя Святой Софии. Скит возглавляет игумен Дорофей, на 2018 год имелось десять человек братьев и до 20 человек трудников. Скит, известный как «Бисерный Храм» — популярный туристический объект